# ماركو سيموني
 ماركو سيموني  (Marco Simone)، (كاستيلانسا بمقاطعة فاريزي، 31 يناير 1969)، لاعب كرة قدم إيطالي.
بدأ مسيرته الكروية مع نادي كومو في موسم 1987/1988، ولم يشارك كثيرا فأعير إلى أحد الأندية ومن ثم رجع ولعب موسما كاملا مع نادي كومو، قبل أن ينتقل لـ إيه سي ميلان في صيف 1989 ،حيث قضى 8 مواسم حافلة سجل خلالها 75 هدفا، وكذلك عاصر خلالها مع أعضاء الجيل الذهبي أمثال باولو مالديني,فرانكو باريزي,ماركو فان باستن,رود غوليت,فرانك ريكارد وغيرهم. وفي عام 1997 انتقل من إيه سي ميلان إلى باريس سان جيرمان، ومن بعدها انتقل للعديد ن الفرق الفرنسية مثل نادي موناكو ونادي نيس. وفي عام 2005 انتقل لـ نادي ليغنانو الذي يلعب في الدرجة الثالثة الإيطالي.
لم يلعب لمنتخب إيطاليا لكرة القدم إلا أربع مباريات في الفترة بين 1994 و 1998

## روابط خارجية
- ماركو سيموني على موقع الاتحاد الأوربي (الإنجليزية)
- ماركو سيموني على موقع قاعدة بيانات كرة القدم.إي يو (الإنجليزية)
- ماركو سيموني على موقع ليكيب (الفرنسية)
- ماركو سيموني على موقع ناشيونال فوتبول تيمز (الإنجليزية)
- ماركو سيموني على موقع عالم كرة القدم.نت (الإنجليزية)
- ماركو سيموني على موقع GSA (الإنجليزية)